# Франкози, Доменик Исидор
Доменик Исидор Франкози — аббат из Бургундии (Франция), первый преподаватель физики в Московского университета. 

## Биография
И. Ф. Доменик был приглашён куратором И. И. Шуваловым через посредничество российского поверенного в делах при французском дворе Ф. Д. Бехтеева для преподавания физики в Московском университете. По прибытии в Санкт-Петербург был проэкзаменован на дому у академика Г. Ф. Миллера членами Петербургской Академии наук, выдавшими ему аттестат о знании латинского языка, математики и основ физики. В аттестате было сказано, что Франкози может быть допущен в университет как лектор физики при условии тщательной подготовки к каждой лекции.
Свидетельство профессоров Академии наук, выданное Д. И. Франкози о знании им латинского языка, элементарной математики и основ физики (4 июля 1756 г):

Господин Доминик Исидор де Франкози, уроженец Вьенны, что расположена в Бургундии, предложил нам свою кандидатуру, намереваясь доказать, что он в состоянии давать уроки физики. Мы побеседовали с ним и сочли, что он, хотя ему и не удалось правильно ответить на все заданные вопросы, тем не менее имеет общее представление о физике, и поэтому способен давать уроки начинающим, руководствуясь начальными основаниями, которые будут ему предписаны, при условии, что он самостоятельно предварительно потрудится приобрести знания, причём более основательные, о предметах, о которых он поведёт речь, и особенно прилежно изучая то, что открыли современные физики либо экспериментальной, либо в теоретической физике. Что касается математики, то он знает основы арифметики и геометрии и может без труда добиться больших успехов, приложив при их изучении больше стараний. Он также до такой степени владеет латынью, что может вразумительно объясниться, и по нашему мнению он может занимать должность преподавателя физики в том случае, ежели существует необходимость в его услугах. В удостоверении чего мы и подписываем настоящее свидетельство.
Франкози читал в Московском университете лекции по экспериментальной физике (май 1757 — середина 1758). Был уволен (1758) в связи с прибытием профессора И. Х. Керштенса, приступившего к чтению лекций по теоретической и экспериментальной физике для будущих медиков (во второй половине 1758). 
Лекции Доменика Франкози были публичными и привлекали общественное внимание. При открытии лекций (21.5.1757) произнёс речь «О пользе физики и о способе, каким он физике обучать намерен» (на французском языке). Способ заключался в показе экспериментов с помощью оборудования физического кабинета. Франкози также вёл занятия в университетской гимназии.
Шевырев С. П. История Императорского Московского университета:

В продолжении этого полугодия объявлен был от Университета первый курс экспериментальной Физики; его открыл Мая 21 Аббат Франкози, на Французском языке в большой аудитории. Собрание было не малочисленно: между слушателями были и дамы.